# Telmatoscopus mongolianus
Telmatoscopus mongolianus är en tvåvingeart som beskrevs av Vaillant 1973. Telmatoscopus mongolianus ingår i släktet Telmatoscopus och familjen fjärilsmyggor. Inga underarter finns listade i Catalogue of Life.